# Padre Fontes
António Lourenço Fontes, mais conhecido por Padre Fontes (Cambezes do Rio, Montalegre, 22 de fevereiro de 1940), é um padre católico português com ampla ação cívica, social, cultural e literária.
O Padre Fontes é o principal impulsionador do Congresso de Medicina Popular, em Vilar de Perdizes, e das "Sextas-Feiras 13" em Montalegre.

## Biografia
António Lourenço Fontes nasceu em Cambezes do Rio, uma aldeia do Barroso, no município de Montalegre, próxima do rio Cávado, em 22 de fevereiro de 1940. Seu pai esteve emigrado na América, no longínquo ano de 1927, e teve doze filhos.
Ingressou no seminário em Vila Real, em 1950, e saiu em 1962. Sobre essa experiência, diz: "O Seminário ocupou quase toda a minha juventude, não se conta em duas palavras, foi demasiado tempo. E esse fica, deixa marcas vincadas como as negras batinas dos padres que por ali se moviam. Alguns poucos quase santos, outros, talvez a maior parte, mais que diabos".
Concluiu a licenciatura em História na Faculdade de Letras da Universidade do Porto em 1980.
Entre 1970 e 1971, colaborou na criação da Casa do Povo de Montalegre. Em 1973, foi admitido como 2.º oficial da Casa do Povo de Montalegre e, em 1974, coordenou as extensões de Solveira e Vilar de Perdizes. Exerceu também funções administrativas na Caixa de Previdência e, em 1991, foi nomeado assessor do Pelouro da Cultura da Câmara Municipal de Montalegre.
Fundou e preside ao Centro Social Paroquial de Vilar de Perdizes. Dinamizou vários ranchos folclóricos regionais e organizou os Jogos Populares Galaico Transmontanos. Criou a Feira do Fumeiro de Montalegre (1991) e impulsionou as sextas-feiras 13 – Noite das Bruxas (Montalegre).
Editou e colaborou em várias obras: Etnografia Transmontana (2 volumes), Usos e Costumes de Barroso (com Barroso da Fonte e Alberto Machado Chaves, 1972), Milenário de S. Rosendo (de parceria com J. A. Carvalho de Moura), Antropologia da Medicina Popular Barrosã (de parceria com João Sanches), Chegas de bois, Raça Barrosã, Las fronteiras invisibles, Contos da raia, Crenzas e mitos da raia seca ourensana, Ponte da Mizarela, ponte do diabo, Roteiro dos castros de Montalegre, Roteiro dolménico de Montalegre. Tem ampla colaboração em vários jornais e revistas regionais.
Fundou e dirigiu o mensário Notícias de Barroso de 1971 a 2006. Exerceu as funções de empregado, chefe de pessoal nos Serviços Médico Sociais de Vila Real (Montalegre), de 1973 até 1990. Exerceu as funções de Secretário do gabinete da Presidência na Câmara Municipal de Montalegre desde 1990 a 2000 e reformou-se.
Foi pároco de Tourém, Pitões das Júnias e Covelães (1963-71). É pároco em Vilar de Perdizes, Meixide e Soutelinho da Raia, desde 1971, e em Mourilhe (2002-2005).
Dirige no Centro Social Paroquial de Vilar de Perdizes, de que é fundador e presidente, jardim de infância, agora centro de dia, cursos de formação: artesanato da lã e do linho (1986); Plantas aromáticas em 1998, apicultura (1985), de serigrafia, artes decorativas.
Fez centenas de conferências por todo o país e no estrangeiro, em universidades, grupos culturais, escolas, autarquias, etc.
Colaborador permanente da RTP, TVE, TVG. Participou em filmes da região: Terra de Abril, Terra Fria, 5 dias e 5 noites, Não cortes o cabelo que meu pai me penteou, Os demónios, documentários para a BBC, TV da Holanda e França, UNESCO, Odisseia...
Organizou vários congressos internacionais: Milenário de São Rosendo (77), Centenário de S. Bento (81); Caminhos de Santiago (82); 19 de Medicina Popular (desde 83), 2 de religiosidade popular (84-85), um de arquitetura popular (84); 17 encontros de cantadores ao desafio e concertinas, pelo Natal.
Em 2000-2001 reconstruiu em Mourilhe o solar do Outão, do século XVIII, agora hotel rural Sª dos Remédios, centro cultural de promoção e divulgação das terras e cultura Barrosã, onde acolhe turistas, visitantes, doentes, universidades e estudantes, artistas, e comunicação social.
O Padre Fontes foi nomeado com o título de "O Maior Arraiano 2010" pela Associação Os Arraianos.
Em 2012, por iniciativa de um grupo de deputados, foi solicitado ao Presidente da República Portuguesa que o Padre Fontes fosse distinguido com a Ordem do Mérito pelas atividades que desenvolveu em prol do povo transmontano, da sua cultura e das suas tradições.

## Congresso de Medicina Popular
O Congresso de Medicina Popular de Vilar de Perdizes, no concelho de Montalegre, realiza-se desde 1983 e atrai curandeiros, bruxos, videntes e cartomantes.

## Sexta-feira 13
Desde 2002 que a Câmara de Montalegre organiza a "Noite das Bruxas", que decorre em todas as "Sextas-feiras 13", e já faz parte integrante do calendário cultural da região.

## Ecomuseu de Barroso - Espaço Padre Fontes
O Ecomuseu de Barroso é um espaço de memória vocacionado para o desenvolvimento. A ideia de um Ecomuseu para a região de Barroso resulta da consciência, mas também da preocupação de salvaguardar um património, nas suas múltiplas componentes, naturais, culturais e socioeconómicas. Com a finalidade de contribuir para o desenvolvimento das populações, abraça o conceito de Museu do Território, no qual repousa a valorização de recurso chave: população e património.
O Núcleo sede do Ecomuseu do Barroso está instalado na envolvente do Castelo de Montalegre.
Agradeço a todos os barrosões esta homenagem, votada em unanimidade pela Câmara Municipal de Montalegre e sua assembleia, ao criarem um meu grande sonho o eco museu de Barroso, com o nome espaço Padre Fontes. Ao personalizá-lo com um nome, quero devolvê-lo a todos os barrosões que toda a minha vida personifiquei, por todos os meios e me identifiquei ao mais profundo e sentido pormenor. Nascido e criado por cá fui bebendo e alimentando, e assumindo, encarnando a forma de ser, falar, viver e estar Barrosã. Depois de sentir que temos uma identidade própria, ancestral, comum aos barrosões, agarrei-a, com toda alma e força e senti necessidade urgente de a preservar, e divulgar usando os meios ao alcance.
Original {{{{{língua}}}}}: Fonte?
— Padre Fontes